# Adoratopsylla sinuata
Adoratopsylla sinuata är en loppart som beskrevs av Guimaraes 1945. Adoratopsylla sinuata ingår i släktet Adoratopsylla och familjen mullvadsloppor. Inga underarter finns listade i Catalogue of Life.